# 安昌男
安昌男（韓語：안창남，1901年3月19日—1930年4月2日），本貫順興安氏，是首位在韓半岛上空駕駛飛機飞行的韓國飞行员，被誉为“韩国航空第一人”。安昌男在中国从事抗日运动时期，担当阎锡山航空大队的教官，为山西培养了第一批飞行员。

## 生平
安昌男1901年3月19日出生于朝鲜首都漢城。安昌男少年的时候有幸于1916和1917年参观了美国早期著名特技飞行员亚瑟·史密斯来韩的特技飞行表演，从而激发当飞行员的梦想。
1919年，安昌男带着梦想去了日本。他先后在大阪汽车学校和“赤羽飞机工厂”学习汽车和飞机技术。1920年，安昌男进入一家日本私立飞行学校学习飞机驾驶，并以优异的成绩提前三个月毕业，台灣籍的謝文達是他的同學。1921年5月，在日本实行的第一届飞机执照考试上，他免试获得了一级飞行执照。1922年11月，在东京和大阪的邮政大会飞行活动中，安昌男获得了最佳奖项。同年12月10日，在《东亚日报》的协助下，安昌男在汝矣岛驾驶画有韩半岛地图的“金刚号”（以“金刚山”命名）进行了历史性的试飞，成为首位在韩国上空飞行的飞行员。有大约5万人在汝矣岛沙滩观看了他的回国试飞表演。安昌男此次试飞的成功使他成为韩国的民族英雄。他的事迹也在当时韩民族的民谣里传唱“看，飞了，安昌男的飞机。瞧，跑了，严福童的自行车。”。
安昌男原本的抱负是“回到韩国创办飞行学校，教韩国青年飞机技术”。1923年，日本发生关东大地震，有谣言说在日韩侨在灾后借机进行纵火、抢劫。大量在日韩侨遭到日本人残忍杀害。安昌男因此于1925年离开日本到中国从事韩国独立运动。1926年，在吕运亨的介绍下，安昌男加入了军阀阎锡山的部队，并在刚刚成立的山西航空兵团教授飞机驾驶，为山西培养了首批难得的飞行员。在华期间，安昌男加入了“大韩独立共鸣团”，并为建立韩国人飞行军官学校筹集资金。1930年4月2日，安昌男在一次飞行事故中在山西丧生，年仅29岁。2003年，韩国政府为安昌男追授了建国勋章。